# 霍格·埃克納

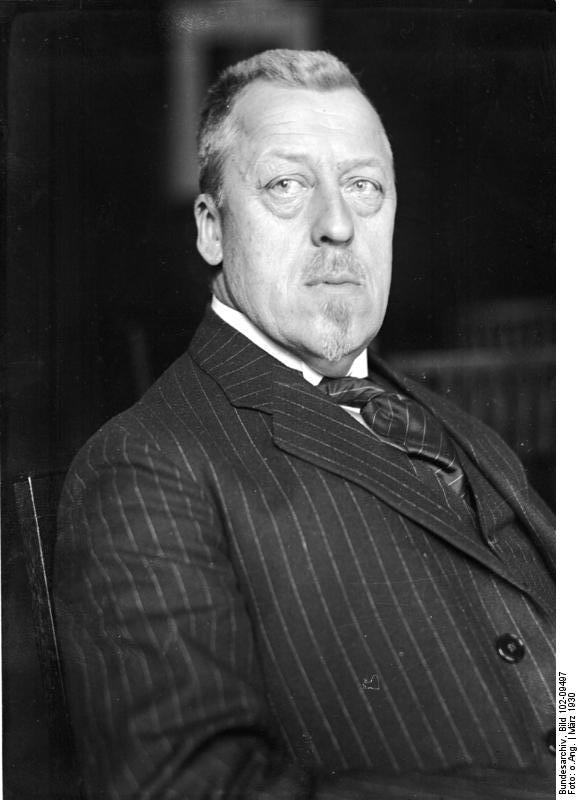
攝於1930年

霍格·埃克納（Hugo Eckener 德語發音：[ˈhuːɡo ˈɛkənɐ]）（1868年8月10日—1954年8月14日）。德國航空技術專家、齊柏林飛艇製造公司的經營者和工程師，曾多次負責格拉夫-齊柏林飛艇的飛行，其中包括環球一周的成功飛行。因爲他堅持反對納粹政權的政治立場，被納粹政權列入到黑名單。

## 個人生平

### 早年
霍格·埃克納出生於弗倫斯堡，父親是一家雪茄工廠的負責人，弟弟亞歷山大·埃克納是一個畫家。
霍格·埃克納年輕時代喜歡在波羅的海海上航海，通過航海所掌握的氣象知識為他以後從事飛艇事業起到了很大作用。大學時代，他在萊比錫大學學習心理學，之後進入了法蘭克福匯報成爲通信報道員，並對齊柏林飛艇一號（LZ1）、二號（LZ2）的首次飛行進行了報道。最初，他對飛艇這個新型運載工具批評態度，但是卻被斐迪南·馮·齊柏林所充滿的事業熱情所打動，成爲了為齊柏林飛艇進行宣傳報道的非專業人士。後來，他也對飛艇事業產生了興趣，並成爲該公司的正式員工。之後，他很快顯示出了他的才幹，被任命爲飛艇艇長。1911年5月16日在駕駛LZ8號首次飛行的時候，由於試圖在強風中起飛，在起飛過程中艇身撞到了機庫墻壁，雖然造成了損傷，但是飛艇還是成功起飛了。

### 一戰期間及魏瑪共和國時期
在一戰期間以及戰後，霍格·埃克納擔任飛艇教官。公司創始人斐迪南·馮·齊柏林於1917年3月8日去世，接任公司運營的負責人阿爾弗萊德·克斯曼認爲飛艇製造風險巨大，他主張停止製造飛艇，轉向有更大經濟效益的其他領域，而主張堅持製造飛艇的霍格·埃克納與他發生了爭執。結果，霍格·埃克納的意見占了上風，符腾堡博登湖的飛艇工廠得以繼續運營生產，阿爾弗萊德·克斯曼也因此而辭職。
一戰結束後，由於“凡爾賽條約”的限制，埃克納所希望能製造跨越大西洋洲際飛艇的計劃遭到禁止。在這種情況下，他説服了美國政府和德國政府，以戰爭賠款的方式為美國海軍生產“洛杉磯號飛艇”得到了許可。1924年，埃克納親自駕駛該飛艇飛往美國新澤西州的萊克赫斯特,“洛杉磯號飛艇”也成爲了美國海軍運行時間最長的飛艇。
1925年，埃克納獲得了利奥波第那科學院頒發的“科特纽斯獎”。
魏瑪共和國時期，由於無法得到政府的資金幫助，埃克納不得不為建造“格拉夫-齊柏林飛艇”籌措資金。“格拉夫-齊柏林飛艇”完工之後，1928年10月，在埃克納的指揮下，“格拉夫-齊柏林飛艇”的處女航飛往美國。在飛行途中，當接近百慕大時遇到了風暴，飛艇受到損壞，埃克納發出了求救信號，美國海軍準備出動艦船實行救援，但在埃克納沉著冷靜地操作下以及艇員們在風暴中奮力搶修設備，飛艇最終幸免遇難並安全抵達美國。在美國，埃克納受到了熱烈歡迎，美國總統卡爾文·柯立芝在白宮接見了埃克納一行人員（參見英文維基百科：格拉夫-齊柏林飛艇航行史）。
在這之後，埃克納又指揮了“格拉夫-齊柏林飛艇”飛越北極以及環球一周的首次航行。1931年，埃克納獲得了國際航空聯合會頒發的“FAI航空金質獎章”。這使他成爲了魏瑪共和國時期最受歡迎的人。爲此，他曾經一度有意參加1932年德國總統選舉，但是考慮到興登堡繼續出面競選，因而打消了參選的念頭。

### 納粹德國期間
1933年納粹政權上臺之後，他表示出對納粹政權的極大厭惡，不斷公開抨擊納粹政權，並曾經拒絕將法蘭克福的機庫出借給納粹集會使用。爲此，他成爲了納粹政權眼裏不受歡迎的人。
在埃克納執掌公司期間，秉持安全第一的飛行原則，創下了飛行10,000英里無事故的安全記錄。然而，1930年代中期，納粹政權將公司實行了國有化，並剝奪了埃克納的經營權，啓用了討好納粹政府的管理人員和駕駛員，而這些公司高層人員爲了配合納粹政府的政治宣傳，在執行飛行任務時，往往無視埃克納制訂的安全守則，爲此，埃克納與駕駛“興登堡號飛艇”的艇長恩斯特·雷曼多次發生爭執。1937年5月6日的“興登堡號空難”，結束了埃克納所保持零事故的安全記錄。
納粹德國期間，儘管埃克納一直公開反對納粹政權，導致了他被納粹政權剝奪了公司的經營權和被列入黑名單，但在其他方面並沒有受到迫害，因此他安然地度過了納粹統治期。

### 二戰之後
1945年，戰爭結束之後，埃克納的所在地屬於法國占領區，他與約翰尼斯·魏爾合夥創辦了一家當地報刊“Südkurier”。埃克納為德法合作撰寫文章。
1945年11月，埃克納被指控與納粹政權合作，1947年法國占領軍判處他繳納10萬帝國馬克的罰款。爲此，很多知名人士紛紛為埃克納鳴不平而請願，1948年7月法院判埃克納無罪。
此外，他一度參與了固特异公司的大型堅固飛艇的研發計劃，但無果而終。
除此之外，埃克納也積極參與政治活動。他的家鄉弗倫斯堡議會中，有不少丹麥裔的議員主張與弗倫斯堡與丹麥合并。在1951年的一次演説中，埃克納站在大多數德國人的立場上，勸告這些議員在邊境問題上要放寬胸襟而不要小肚鷄腸。
1954年8月14日，在他迎來86歲生日的4天之後，埃克納於弗倫斯堡逝世。